# Калуцкий, Анатолий Владимирович
Анатолий Владимирович Калуцкий (род. 18 июля 1960, Верхнеуральск, Челябинская область) — советский легкоатлет, специалист по бегу на средние дистанции. Выступал на всесоюзном уровне в 1978—1988 годах, обладатель серебряной медали международного турнира «Дружба-84», победитель первенств всесоюзного и всероссийского значения, рекордсмен страны, участник ряда крупных международных стартов. Представлял Челябинск и Вооружённые силы. Мастер спорта СССР международного класса. Также известен как тренер и преподаватель, спортивный функционер.

## Биография
Анатолий Калуцкий родился 18 июля 1960 года в городе Верхнеуральске Челябинской области.
Начал заниматься лёгкой атлетикой в 1973 году в Детско-юношеской спортивной школе при Магнитогорском металлургическом комбинате у тренера В. В. Саранчукова. С 1980 года постоянно проживал в Челябинске, был подопечным заслуженного тренера РСФСР В. В. Петрова, выступал за Советскую Армию. В 1985 году окончил Челябинский государственный институт физической культуры по специальности «тренер-преподаватель лёгкой атлетики».
Впервые заявил о себе в сезоне 1978 года, когда на соревнованиях в Миснке стал чемпионом СССР среди юниоров в беге на 1500 метров.
В 1979 году вошёл в состав советской сборной и выступил на юниорском европейском первенстве в Быдгоще, где в зачёте бега на 1500 метров финишировал четвёртым.
В 1981 году в той же дисциплине занял четвёртое место на соревнованиях в Ленинграде, выиграл серебряную медаль на чемпионате СССР в Москве.
В 1983 году в 1500-метровом беге одержал победу на международном старте в Бухаресте. Будучи студентом, представлял Советский Союз на Всемирной Универсиаде в Эдмонтоне, где в финальном забеге пришёл к финишу шестым.
В 1984 году стал серебряным призёром на международном турнире в Турине, с личным рекордом 3:36.36 победил на соревнованиях в Киеве, получил серебро на турнирах в Ленинграде и Москве, занял 14-е место на турнире Golden Gala в Риме, был девятым соревнованиях в итальянском Риети. Рассматривался в качестве кандидата на участие в летних Олимпийских играх в Лос-Анджелесе, однако СССР вместе с несколькими другими странами восточного блока бойкотировал эти соревнования по политическим причинам. Вместо этого Калуцкий выступил на альтернативном турнире «Дружба-84» в Москве — с результатом 3:37.85 завоевал серебряную награду, уступив лишь восточногерманскому спортсмену Андреасу Буссе.
В 1985 году в дисциплине 1500 метров превзошёл всех соперников на зимнем чемпионате СССР в Кишинёве. На летнем чемпионате СССР в Ленинграде стал бронзовым призёром в индивидуальном беге на 1500 метров, тогда как в программе эстафеты 4 × 1500 метров вместе с Анатолием Легеда, Павлом Яковлевым и Игорем Лоторёвым установил рекорд СССР (14:45.63), который впоследствии так и не был никем превзойдён. На Универсиаде в Кобе показал в финале шестой результат.
В 1986 году принимал участие в Играх доброй воли в Москве — в беге на 1500 метров показал время 3:42.58, расположившись в итоговом протоколе соревнований на 11-й строке.
В 1987 году помимо прочего взял бронзу на зимнем чемпионате СССР в Пензе.
В 1988 году в беге на 1500 метров выиграл серебряную медаль на зимнем чемпионате СССР в Волгограде.
За выдающиеся спортивные достижения удостоен почётного звания «Мастер спорта СССР международного класса».
После завершения спортивной карьере проявил себя как тренер и преподаватель. Тренер сборной Челябинской области по лёгкой атлетике. Доцент Челябинского государственного педагогического университета.
Отличник физической культуры и спорта (2010).
Занимал должность директора Центра спортивной подготовки по лёгкой атлетике Челябинской области, вице-президент Федерации лёгкой атлетики Челябинской области, член Президиума Всероссийской федерации лёгкой атлетики.